# Gongora latisepala
Gongora latisepala är en orkidéart som beskrevs av Robert Allen Rolfe. Gongora latisepala ingår i släktet Gongora och familjen orkidéer.
Artens utbredningsområde är Colombia. Inga underarter finns listade i Catalogue of Life.

## Bildgalleri

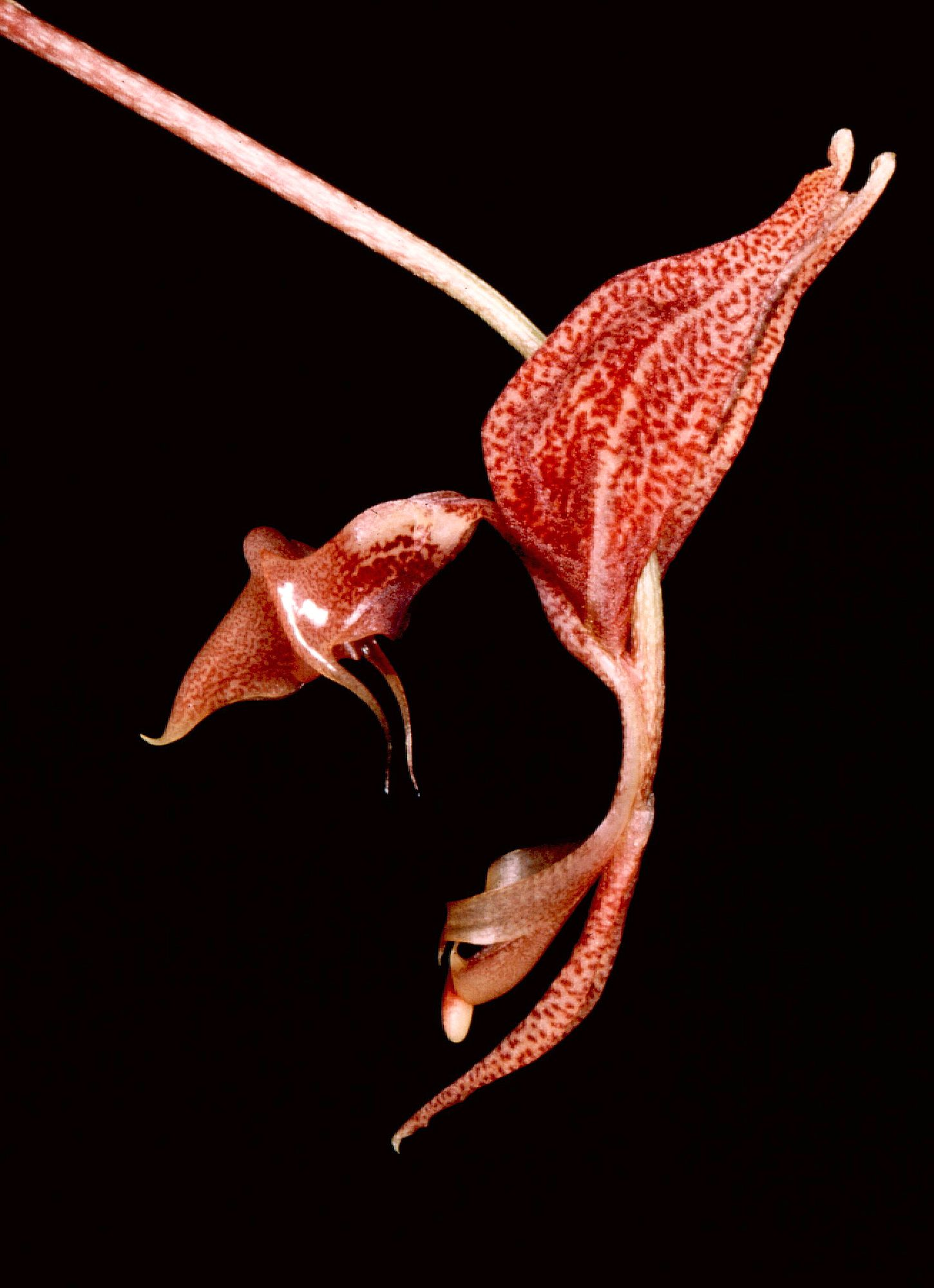
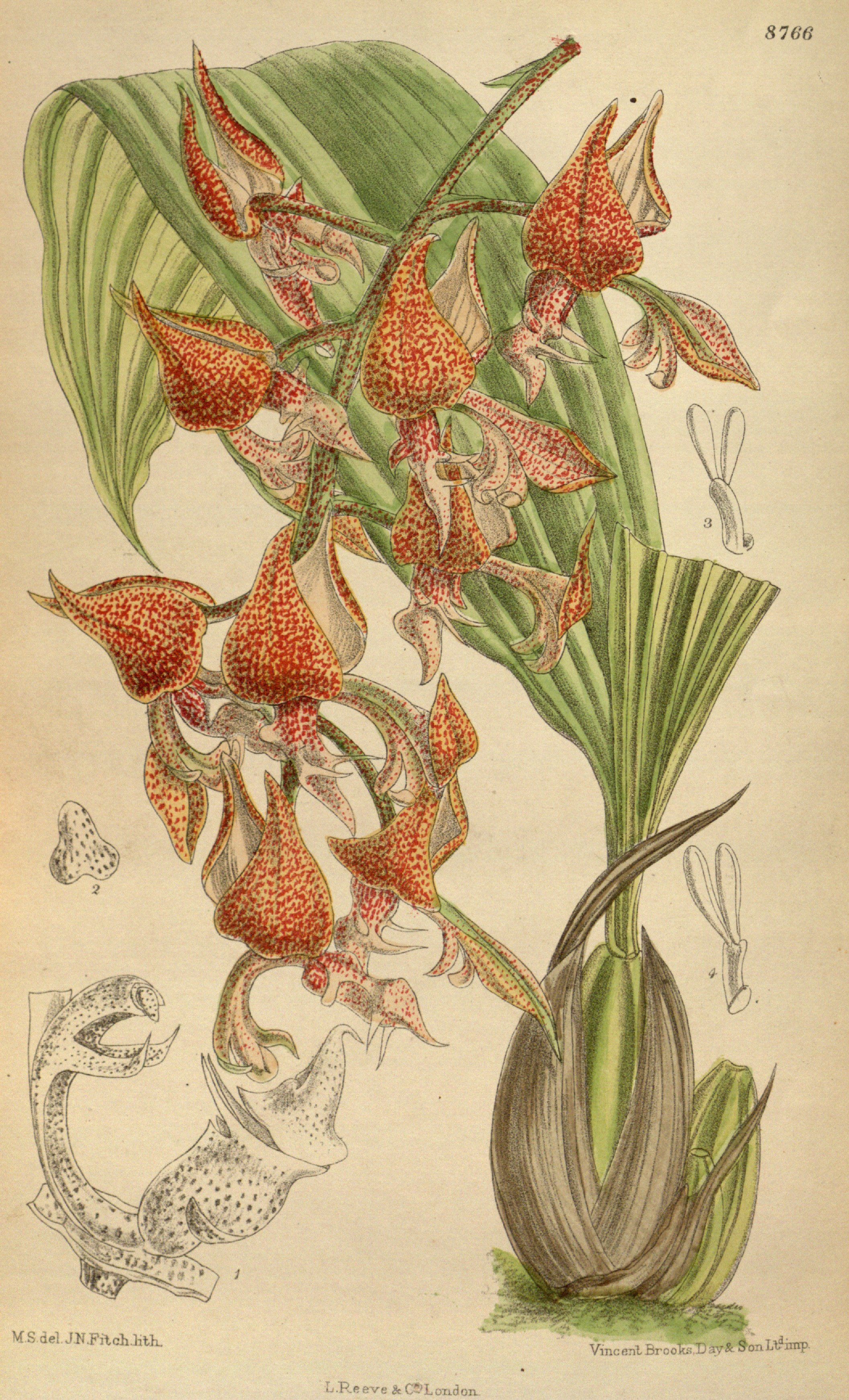